# Алобрас
Алобрас (ісп. Alobras) — муніципалітет в Іспанії, у складі автономної спільноти Арагон, у провінції Теруель. Населення — 70 осіб (2010).
Муніципалітет розташований на відстані близько 200 км на схід від Мадрида, 30 км на південний захід від міста Теруель.

## Демографія
Динаміка населення (INE ):